# Kamel Smiri
Kamel Smiri – marokański piłkarz grający na pozycji pomocnika. W swojej karierze grał w reprezentacji Maroka.

## Kariera klubowa
W swojej karierze piłkarskiej Smiri grał w klubie Mouloudia Wadżda.

## Kariera reprezentacyjna
W 1976 roku Smiri został powołany do reprezentacji Maroka na Puchar Narodów Afryki 1976. Zagrał w nim w czterech meczach: grupowych z Zairem (1:0) i z Nigerią (3:1) oraz w serii finałowej z Egiptem (2:1) i z Nigerią (2:1). Z Marokiem wywalczył mistrzostwo Afryki.